# 明日のよいち!
『明日のよいち!』（あすのよいち）は、みなもと悠による日本のラブコメ漫画作品。作中の地域「浅模川市」のモデルは神奈川県相模原市であり、JR相模原駅や市内各地の風景がほぼそのまま使用されている。
『月刊少年チャンピオン』（秋田書店）にて、2006年6月号から2011年3月号まで連載した。単行本は少年チャンピオン・コミックスより全15巻。みなもとの初連載作品である。また、2009年1月から3月にかけてテレビアニメが放送された。

## あらすじ
山で父と修業をしていた少年剣士・烏丸与一。ある日、父に「このままでは、お前はこれ以上強くなることはできぬ!」と言われ、山を下り、都会に出ることを決意する。新たな修業を求めて都会・浅模川市（あさみがわし）に出た与一は同じ流派の斑鳩いぶきという少女に出会い、いぶき達こと美人4姉妹が暮らす斑鳩道場に居候することになる。

## 登場人物
ほとんどの登場人物の名前や苗字には鳥の名前が入っている。斑鳩四姉妹と燕つばさ以外のキャラクターの身長はアニメ版の設定資料集、暫定対比表より。

### 斑鳩道場関係者
烏丸 与一（）
声 - 岡本信彦
本作の主人公。高校2年生の17歳。一人称は「拙者」。T：170cm。流派は浮羽神風流。斑鳩道場に居候している。いつも袴を着ている。話し方もござる口調で、相手を殿付けで呼ぶ。古風な性格で侍らしく義と筋を重んじ、曲がったことが嫌いな性格。
17年間ずっと山で暮らしていたので、かなりの世間知らずで女性に対する免疫とデリカシーも皆無。そのため女性の色香に惑わされやすく、しばしば鼻血を出しては、嫉妬でいぶきやあやめにお仕置きされる。また、非常に責任感が強く、自分に負い目を感じるとすぐに切腹しようとしたりする他、第1話ではあやめ・かごめ・ちはやと遭遇した際には恐怖や混乱のあまりおもらしをしている。抜群な運動神経とは裏腹に泳ぎ方は知らないかなづち。
剣の腕はかなりのもので、強い者との戦いを望んでいる。寝ている間でも神経を常に研ぎ澄ませているので、寝ながらでも戦うことができる。鈍感さも人並み外れており、多くの女性から好意を抱かれるものの、彼女たちの気持ちには全く気付いていない。しかし、危険が迫ったときには剣士としての鋭い洞察力を見せることがある。
浮羽神風流剣術
- 一の太刀「疾」（はやて）
木刀を一振りして突風を発生させる剣術　。
- 二の太刀「吹雪」（ふぶき）
直線的な乱回転の風を作り出す剣術。
- 三の太刀「隼」（はやぶさ）
直線的な風を作り出す剣術。
- 四の太刀「嵐」（あらし）
鎌鼬(かまいたち)を発生させ、複数の対象を攻撃する剣術。
- 五の太刀「凪」（なぎ）
相手の武器の芯を叩き折る剣術。
- 六の太刀「木枯」（こがらし）
相手の首を目掛け抜き打ちする剣術。
- 七の太刀「竜巻」（たつまき）
竜巻状の風を作り、対象を飲み込む剣術。
- 八の太刀「旋」（つむじ）
相手の体の関節に痛みがない程度に打ち、動けないようにする剣術。

斑鳩 いぶき（）
声 - 佐藤利奈
本作のヒロインの1人。高校2年生の17歳。斑鳩家の長女。乙女座。B型。T：160cm B：90 W：59 H：85。
流派は浮羽神風流で、斑鳩道場師範代。剣の腕は作中ではあまり披露しない。
成績は優秀で、1年前のミス翼高に選ばれるなど容姿も端麗。クラス委員を務め、家事全般もこなすなど、まさに完璧な美少女だが、意外と天然な一面を見せる。
幼い頃に自分たちが原因で父が鬼蜘蛛鳥籠流との勝負を行い、それが発端となって両親が海外に修行に出かけてしまってから、斑鳩家の保護者・道場師範代・クラス委員といった重責を長年背負ってきた。そのせいで責任感が強く、与一や妹たちには厳しく接しているが、ちはや曰くそれは愛情の裏返しでもあり、与一もそれを「いぶきも自分たちに対して真剣で、大好きだから」と理解している。与一が女絡みのトラブルを起こすと、表面上は「浮羽神風流の剣士として相応しくない」などの理由を付けて制裁を加える。
基本的には明るく優しい性格であるが、本当は淋しがり屋。同世代の子のように遊んだり恋をしてみたいと思っているが、先述の重責を背負っているのと、親に心配をかけさせないために、常にいい子でいようと強がっている。強がりゆえに弱みを見せることはしないが、ひょんなことから与一はその「弱さ」に気づく。
自分の恋愛に関しては与一並に鈍感で、鷲津が何度も思わせぶりな態度を取っているにもかかわらず、その気持ちに全く気付いていない。逆に鷲津はあやめに気があると勘違いし、2人のために世話を焼くことも多い。
与一に好意を抱いている様子が窺えるものの自覚はなかったようだが、彼女自身は初めて経験するその感情に戸惑っている。与一にたびたび加える制裁も、理由のほとんどは恋心からくるヤキモチだということもわかっていない。だが、与一との距離を近付けてゆくにつれて、徐々にその気持ちを理解し始めつつある。
後に作者が作画を担当した『ハルポリッシュ』でも鷲津と共にカメオ出演している。
斑鳩 あやめ（）
声 - 戸松遥
本作のヒロインの1人。高校1年生の16歳。斑鳩家の次女。かに座。B型。T：157cm B：78 W：57 H：83。
髪の色は金髪で黒いリボンを付けている。第一印象が最悪で、当初は与一を嫌っていたが、素直になれないながらも次第に好意を寄せるツンデレ少女。家事やお化けの類、雷が苦手など少々ドジかつ臆病な一面があり、胸が小さいことを気にしている。学業・剣術・家事、スタイルの面で秀でている姉のいぶきに強いコンプレックスを抱いている。口が悪くぶっきらぼうだが、本当は純情で優しい性格。かごめが、与一と姉妹のやり取りをみて「父親と母親みたい」と言った時には、いぶきはおろか、ちはやも一纏めにして、「（与一が父親なら、母親は）誰のことを言ったのか?」と追及するなど、恋愛に関してはフェアな一面がある。
所詮、姉には敵わないと剣術も止めていたが与一の影響でまた始める。
食事中にも携帯をいじっていたり、洋服も流行にも敏感だったりと、現代的な性格である。
与一のことは「サムライ」、鷲津のことは「ヘタレ不良」と呼んでいる。
いぶきにライバル意識を持つこともあるが、道場を再建させることは応援しており、ちはやに道場の再建のためと偽り、いぶきが商売として利用されたさいには、いぶきと一緒に鉄拳制裁をした。
文化部研究発表会の演劇でヒロインを好演し、与一とキス（2回）を劇中でした。1回目はアクシデント（白布を踏んづけて、転倒して与一とキス）、2回目は与一が気を失っている間に。与一は気を失っていたので全く覚えていない。
斑鳩 ちはや（）
声 - 田村ゆかり
中学3年生。斑鳩家の三女。射手座。B型。T：149cm B：86 W：53 H：81。
中3でプロの漫画家。普段は冷静だが芸術家の母の血を濃く受け継いでおり、常に漫画のことを考えている。そのため、漫画のことや面白いこととなると打って変わって感情的かつ無鉄砲な一面を見せることも。メガネっ娘なボク少女で、語尾に「〜っス」をつける。「プヒ」と笑う癖がある。猫は好きだが、猫アレルギー持ちである。
与一の周りに起こる女性トラブルを観察しては面白がっており、それ故か、与一と共にいぶきやあやめにお仕置きされることもある。特にあやめにちょっかいを出すことが多いが、基本的には応援しているようである。
与一のことは「与一っつぁん」と呼んでいる。
斑鳩 かごめ（）
声 - 花澤香菜
小学4年生。斑鳩家の四女。魚座。O型。T：138cm B：65 W：50 H：68。
泣き虫で運動オンチだが、手先は器用。姉のあやめとは逆に年不相応に胸が大きいことを気にしていて（いわゆるロリ巨乳）、普段はさらしを巻いて隠している。そのため水泳の授業でも見学していたものの、マサシが海に落ちた時には自分から飛び込んでマサシを助けた。
セリフはほぼ平仮名と片仮名で統一されている。口癖は「ふええ」及び「ふえふえ」。与一のことは「お兄ちゃん」と呼んでいる。いつも自分を気にかけてくれるマサシのことを慕っている。小学生だけあり性的知識には疎いが、どう見ても厭らしい状況に対面した時は怯えることが多い。
後に作者の描いた『かみさまドロップ』でもマサシたち4人と共にゲスト出演している。
鷲津 涼（）
声 - 中井和哉
高校2年生で、クラスメイトのいぶきに思いをよせる元不良。T：188cm。女性に関しては意外にも純情。初対面で不覚を取り、2度負けているため、同じくクラスメイトの与一を「クソサムライ」と呼び、ライバル視している。昔ボクサーを目指していたため、拳を使った格闘が得意。2年前に最強の高校生不良集団・「怒苦労連合」（ドクロれんごう）をたった1人で壊滅させたことから、「アサミガワ市最強の不良」と言われてきた。
いぶきと仲良くなるため斑鳩道場に通うようになる。かなり思い込みが激しく、いぶきの行動を美化してとらえがちである（アニメ版では「鷲津ビジョン」という演出になる）。
いぶきに告白するつもりが誤ってあやめに告白してしまったことがあり、それ以来あやめとは喧嘩を繰り返しながらもお互いの恋の悩みを相談し合う間柄になっている。
本当はいぶきのことが好きなのだが、いぶき本人がそのことなど全く知らない。それどころかあやめが好きだと勘違いされてしまっている。
鳥谷 恵太（）
声 - 浅沼晋太郎
鷲津の友人で、お調子者の糸目の男子。T：171cm（デフォルメ後は150cm）。口癖は「マジ」で、自身のクラスにて悪行を働いていた不良を鷲津が喧嘩で打ち負かしたのを見て彼に惚れこんだ。よく兎の耳のような帽子を被っている。初期のころは鷲津と変わらない体格で強面の不良系キャラであったが、そのうちにデフォルメして描かれることが多くなった。日に日に小さくなり現在は小柄な外見で（鷲津の背中にスッポリ乗っかれるほど）、すっかり子供好きの癒し系キャラに変わってしまい、さらに鷲津のイメージの中では、女性化もした。また、ある屋敷に鷲津と一緒に潜入したときには変装としてメイド服を着たことがあり、どう見てもパッチリ目のかわいらしい小柄の少女に変装した。基本的には鷲津の背中に乗って行動している。
マサシ
声 - 田村睦心
与一がやってくる前から斑鳩道場にいた4人の門下生のうちの1人。かごめの同級生で腕白な少年。
学校ではいじめられがちなかごめを何かとかばっている。彼以外の門下生もマサシがかごめのために声をかけて集めた同級生たちである。かごめのことを本当に大切に思っているが、恥ずかしさからか素直になれずにぶっきらぼうな態度を取ることも多い。その態度をよく同級生たちにからかわれている。
まさゆき
声 - 井口裕香
斑鳩道場にいた4人の門下生のうちの1人。
ひろゆき
声 - 佐藤聡美
斑鳩道場にいた4人の門下生のうちの1人。
よしお
声 - 関山美沙紀
斑鳩道場にいた4人の門下生のうちの1人。

### 燕弁天流関係者
燕 つばさ（）
声 - 牧野由依
高校2年生の17歳。みずがめ座。O型。T：147cm B：82 W：52 H：83。
燕弁天流（つばめべんてんりゅう）次期当主。武術家としての生活にうんざりしており、普通の生活に憧れている。そのため鷺ノ宮の刺客になることを口実に街へ降りてきたがあくまで方便であり、与一とはすぐに友達になっている。その後、刺客の口実がなくなってからはアンジェラとラーメン屋・アサミガワ亭（アサミガワてい）でバイトしている。「ぴゃ」や「あぴゃー」、「ぴゃーい」が口癖。
性格は良く、あやめを鷲津をめぐる恋のライバルと思いながらも、嫉妬をせずに友達でいようとするなど分け隔てなく接する優しさを持つが、普通でいたいがためとはいえ、自分の都合で家の跡継ぎ問題を反故にしようとして家族に迷惑をかけるなど、少々独りよがりな一面もあった（最終的に、つばさも自分の非を認め、直接家族に謝りに行って、丸く収まった）。
武術は嫌いだが、幼い頃からアンジェラに強引に鍛えられた結果、自分の意思とは裏腹に高い武術の腕前を持っている。意識して、それを使うことはないが他人に裸や下着姿などの恥ずかしい姿を見られると理性が吹っ飛んでしまい、本人の意思に反して周囲を攻撃してしまう（ようにアンジェラに調教されている）。またアンジェラの監視をかいくぐる変わり身の術も得意。マンガ版では下着姿で武術を使う（使えるようになる）がアニメ版ではボンデージ風になっている。
街に降りてから初めて普通に声をかけられた鷲津に惚れている。鷲津を美化しており、しばしば少女漫画のような妄想をする（アニメ版では「つばさビジョン」という演出になる）。
鷲津のことを「あの方」と呼んでいるが、与一たちには鷲津であることを知らない。
数々の偶然の中、いぶきと同様、鷲津とあやめが結ばれていると勘違いしている。
エンビとルシフェルとの一件で、いったん里に戻り、燕弁天流次期当主の座を妹であるエンビに譲り、自他共に認める普通の生活を送れるようになった。
燕 エンビ（）
燕弁天流次期当主（つばさが次期当主の座を譲ったため）。街に降りた姉であるつばさが心配で侍女のルシフェルとともに街に出てくる。山暮らしなのに蜘蛛が苦手である。
暗器の使い手であり、その腕前は姉のつばさ以上で燕弁天流史上最強の使い手とされる。
山暮らしが長かったせいか、街の生活には非常に疎い。
口癖は「びゃー!!」・「おしりペンペンじゃ」である。
姉である「つばさ」のことを「つーたん」と呼ぶ。
鷹司 アンジェラ（）
声 - 生天目仁美
16歳。?座。?型。T：175cm。
本作のヒロインの1人。燕家侍女。グラマーでクールな女の子。常にチャイナ服を身にまとっている。爪状の暗器を爪に装備して攻撃を行う他、隠れ蓑も使える。
最初は燕弁天流再興のため鷺ノ宮の刺客として与一を倒すため現れたが、仕留めることができず、与一に説得され改心する。その後つばさとラーメン屋でバイトしている。与一と最初の決闘の際に服が破れた時はマンガ版では下着姿だったが、アニメ版ではつばさと同じボンデージ姿で与一と戦っている。
非常に容姿がきれいなので芸能界からスカウトされた。
与一を夜襲した一件にて彼に体を触られたことや、前述の説得が切っ掛けで与一に好意を持っていて、彼の前だと取り乱すことが多い。それまで武道一筋であったため、そんな自分の感情に戸惑っている。初期は与一に好意を抱いていたあやめと張り合っていたが、今ではそれが恋だと気づきあやめに一歩遅れをとっている。
色恋沙汰には非常に疎くつばさから恋愛することや普通の女の子の服装をすることを勧められているが、本人は困惑気味である。
『ハルポリッシュ』にもゲスト出演している。
鷹司 ルシフェル（）
燕家侍女。アンジェラの姉。妹のアンジェラに負けず劣らずのグラマーな女性だが、本人にその自覚はない。アンジェラ同様常に黒色のチャイナ服と白色のストッキングを身にまとっている。暗器は爪。与一とつばさをかけて決闘を行うが与一に負ける（アンジェラにわざと負けたと思われているが、本意は不明）。妹が与一に好意を持っていることはお見通しだった。与一との決闘の際に服が破れてしまったが、いつの間にかアンジェラの知らぬ間に黒色のチャイナ服を着ていた。
何事にも器用で見よう見まねでアンジェラの働くラーメン屋の味、店の切り盛りまで覚えてしまった（単行本8巻にて）。
燕弁天流の手練れで、最強と呼ばれるだけあって一瞬の間合いで初対面の与一の間合いに入り込んで手刀で一瞬ではあるが与一の気を失わせた。
飄々とした性格だが一般常識を弁えているだけに羞恥心もあり、そこを突かれるのが一種の弱点であり、妹に唯一負けている一面とも言える。

### 鷺ノ宮家
鷺ノ宮 右京（）
声 - 小西克幸、幼少期：井口裕香
鷺ノ宮蒼天流（さぎのみやそうてんりゅう）当主。T：178cm。浮羽神風流や燕弁天流と異なり鷺ノ宮家には潤沢な資金があるためかなりの遺産を相続しており、金持ちである。得意技は扇から放つ風を自在に操る鷺ノ宮蒼天流扇術奥義・飛龍一閃（ひりゅういっせん）。
幼少期の誤解から、いぶきのことを許嫁と勘違いしていた。そのため与一をライバル視し、金を駆使して刺客を送るもことごとく失敗。その後与一と武道家として相対するも敗れる。
武道家として独り立ちするかにみえたが、いぶきとの思い出が勘違いであったことに気づき、そのショックでまたダメ人間に戻ってしまったようである（一時は旅に出ようとし、さらにネトゲ廃人となったが後に立ち直る）。しかし妹想いな優しい一面も見せたりする他、いぶきがアルコの一件で自信喪失した際には彼女を説得している。
それでもいぶきのことが忘れられずに、いぶきフィギアなどいぶき関係のグッズを自分で制作して妹の左近に呆れられている。
鷺ノ宮 左近（）
声 - 矢作紗友里
右京の妹。ブラコン。T：152cm。お香や薬で相手を洗脳、幻惑するのが得意である。また、変装も得意で暗殺時には苦無を使う。
兄をけなしながらいちゃいちゃスキンシップを取るというかなり変わった愛情表現を見せる。いぶきに精神幼児退行薬を飲ませての復讐が失敗した後は、右京と共に与一たちに（左近本人は不本意だが）協力するようになる。
ダメな兄である右京のことボロクソにけなし、なんだかんだ言いながら面倒を見てしまう。
右京の父
右京と左近の父親で、鷺ノ宮蒼天流先代当主。一代で大企業・鷺ノ宮カンパニー（さぎのみやカンパニー）を築き上げた。いぶきたちの父とは親友である。数年前に自分の子供たちのために貯めた莫大な財産を残して病死した。
鷺ノ宮 朧月夜（）
左近が使う鷺ノ宮蒼天流薬術の始祖。左近に薬術を教えた。左近を超えるあらゆる薬の知識を持っている。また、右京同様扇を使った攻撃を行う。
様々な薬を作り、たくさんの人々を癒してきたため「神童」と呼ばれていたが、未完成の薬を自分に試し続けた副作用で成長が止まり、崖から落ちても死ぬことができないほどの治癒能力を手に入れ実質不老不死となったため、周囲の人々に疎んじられるようになり、ついには「物の怪」と呼ばれ忌み嫌われるようになった。
そのため、彼女は人が落ちぶれるのを見るのを好む性悪な人間嫌いになり、山奥で数百年も暮らしていた。
与一を見て興味を持ち、過去のトラウマによる「純粋な善人などいない」という思い込みから与一の化けの皮を剥がそうとするが、彼が自分の命をかけて彼女に信頼を見せ、「神童」でも「物の怪」でもない「1人の少女」として朧月夜を見てくれたため、人間嫌いは少し治った模様。
しかし本質的にはイタズラ好きで、与一に箱を渡して箱を開けた際には与一やアンジェラとルシフェルの髪の毛がアフロヘアーになってしまうトリックを仕掛けたり、右京が彼女の香を使って与一たちを分断し、いぶきと二人きりになろうと画策した際には右京にも香を仕掛けてその様子を楽しんだこともあり、お茶目な女性でもある。
アニメ版では、最終話に一瞬だけ登場。与一たちの戦いを見物していたのか、湯のみでお茶を飲んでいる。
名前および外見は作者のデビュー前に描いた作品『ヴィランズソウル』に登場する予定だったキャラがベースとなっており、作者の描いた読み切り作品『叶えてアイゼン』にも彼女のデザインを流用したキャラクター・朧月夜（おぼろづきよ）が登場している。

### 演劇部
梟 美礼（）
高校3年生で、演劇部の部長。横暴な印象を受けるが、演劇に対する情熱は本物であり、また現実的な突っ込みを入れることも少なくない。高い演技力と素早い身のこなし、そしてナイスバディの持ち主である。与一のことを何かと斜め上を行く行動をすることから天才肌と感じ取りスカウトをしたが、次第に自分を更生させてくれた与一に好意を抱く。
孔雀 晶（）
演劇部の部員で、通称「くじゃく」。冷静沈着で常にボーッとしているが、小道具の扱いに長けており、梟に心酔している。
すずめ
演劇部の部員で、シナリオ制作が得意。マイペースな性格で常におっとりしており、口癖は「〜なのです」。

### 鵺爪家
鵺爪 アルコ（）
闇鴉暗天流（やみがらすあんてんりゅう）剣士師範の娘。与一と同じく木刀を携帯していて、「スティーブ」と命名している。戦闘では自らの視界を目隠しで隠すことによって戦いに必要な感覚を研ぎ澄ませる反面、極度の方向音痴で、よく道に迷っている。しかし、いぶきを打ち破るなどその実力は高い。実家に代々伝わる秘伝書と称するアダルト漫画から様々な知識を得ているが、まれに間違った知識を吸収していたりする。与一の許婚になるよう言い渡され、彼をずっと探す旅をしていた。
しかし、実際は彼女の幼少期に亡くした母親の言葉を受けて常に笑顔でいることを選びつつも、内心では父親と以前のように仲良く幸せに暮らすことを望んでいた。いぶきに与一と斑鳩道場を賭けた決闘を申し込んで勝利するも、与一と婚約に至っていないことを理由に切り捨てられる。それでもなおいぶきを阻もうとするが与一に一蹴され、さらに彼から「他者の幸せを踏みにじった上には幸せは成り立たない」と説得される。最終的に与一の協力によって父親と和解を果たす。
鵺爪 刃一郎（）
闇鴉暗天流師範。アルコの父親で、左目に眼帯をしている。かつては優しい人物だったが、アルコが幼い頃に妻が病死した影響を受け、アルコに子を作らせて闇鴉暗天流を存続させることに執着するようになる。しかし、アルコの「家族と幸せに暮らす」という真意を受けて改心し、真摯な考えで与一とアルコを結ばせようとする。
娘同様アダルト漫画から知識を得ており、自身もどこか間違った知識を得ている他、方向音痴でもあり、与一に会いたがったアルコを連れてアサミガワ市に向かうも翼校に迷い込み、そこを刑務所と勘違いしたことがある（これが原因となって翼高では幽霊騒ぎが起きていた）。
アニメ版では、彼に酷似した外見の与一を狙う右京に雇われた刺客の1人・鵺爪 刃十郎（ぬえづめ じんじゅうろう）（声 - 山口太郎）が登場しており、作者のブログによると刃一郎とは十人兄弟の長男と末っ子の関係であることが明かされている。
アルコの母
アルコの母親。家族との幸せな時がいつまでも続くことを望んでいたが、ある時重病にかかってしまう。病床の上でも彼女はアルコに「泣けば幸せが逃げてしまうから、常に笑顔でいるように」と言い聞かせていたが、自身は病死してしまう。
クマ太（クマた）
鵺爪家で飼われている熊で、「クマ」と鳴く。アルコの少女時代から鵺爪家におり、彼女が騎乗することもある。鵺爪家は彼を含め、計二頭の熊（もう一頭は刃一郎が騎乗する）を飼っている。

### 鳥籠鬼蜘蛛流
鳥籠 ソラ（）
鳥籠鬼蜘蛛流統主。常に涙を流している。中性的な外見で、一人称は「僕」だが性別は不明。斑鳩道場に流派を滅ぼされており、自分と同じような人間を出さないために「誰も悲しむことのない未来」を創ろうとしている。与一の説得によって改心する。最後は与一と和解し、与一の頬にキス（これはちはやの漫画を読んだことによる影響）をして旅に出る。
ヤミ
鳥籠鬼蜘蛛流の武器として作られた傀儡（モノ）。ヒカリの姉妹であるが自分とは違い人間の心を持っているヒカリを出来損ないと扱い見下している。憎しみこそが力だと信じ込んでおり、主であるソラにも優しさを否定して浮羽神風流を憎むように教え込む。憎しみだけのために与一を倒そうとするが、改心したソラが与一をかばい致命傷を負ったとことに自らソラを傷つけてしまったショックで心の闇を暴走させるが与一の「隼」によって敗北し、その後ヒカリと和解しソラのためにヒカリと共に瀕死のソラを助けるために自らの糸をソラに還し消滅した。
ヒカリ
鳥籠鬼蜘蛛流の武器として作られた傀儡（モノ）。木偶人形。幼女の姿をしているが糸による「身体変化の術」で大人の姿になることができる（ヤミも同様）。人形ではあるが「心」を与えられており人間の感情に興味を持ち斑鳩道場の門下生となる。与一やかごめと共に溺れている猫たちを助けたことがきっかけで人間の心に理解を示すようになる。裏切り者としてソラに機能停止させられるが、ヤミの暴走を止めるために復活する。ヤミが倒された後ヤミと和解し、ソラを助けるために彼女と共に消滅する。

### その他
叶（）
声 - 井口裕香
いぶきのクラスメイトで親友。ロングヘアの女の子でさっぱりした性格。
与一のことは「サムライ君」と呼んでいる。いぶきを与一のことでよくからかったりするが、2人の関係が進展するように世話を焼くこともある。
アニメ版のEDクレジットでは役名表示は女子生徒B。
外見と名前は『叶えてアイゼン』の主人公・叶愛染（かのう あいぜん）の少女姿である叶アイゼン（かのう アイゼン）の流用。
ゆず
声 - 佐藤聡美
いぶきのクラスメイトで親友。ショートカットの女の子で、大人しい性格。
同じクラスの男子・瑞樹に想いを寄せている。叶と同じように与一といぶきの仲を応援している。
アニメ版のEDクレジットでは役名表示は女子生徒A。
外見と名前は『叶えてアイゼン』のヒロイン・ゆずの流用。
目白 時哉（めじろ ときや）
与一らが通う翼陵高校の生徒会長。T：177cm。文武両道で2年連続ミスター翼陵。
夢はこの世のすべての女性からモテモテになることらしく、小学生の頃より夢のため色々努力を続けている。
自分に振り向かない、いぶきとあやめに対し、その原因が2人の想い人である与一と判断して何とか弱点を探ろうと奔走する。
その途中で朧月夜と出会い、彼女の身体幼児退行薬を偶然ながら与一に盛った形となり彼を幼児化させる。さらに体育祭の障害物競走にて自身の信奉者たちとの謀略で与一を破ろうとするが、鷲津やアンジたちの協力で失敗。その際に口を滑らせて信奉者たちからの信頼を失いかけるが、彼を見限った朧月夜の解毒剤で元に戻った与一に救われ改心する。その後は与一が壊した障害物の片付けを手伝った。
雛形 唯（）
声 - たかはし智秋
翼陵高校1年生。右京と左近の親戚で、軽音楽部に所属。美少女で男子生徒にとてもモテている。実はいぶきに憧れている。多くの友人に慕われている彼女のようになりたいと思っていたが、気が弱く主体性に欠けた性格が災いしたのか、クラスメイトである友人の二人に嫌われてしまうことを恐れるあまり、半ば彼女たちの言いなりになってしまっており、与一をデートに誘うという騙しもさせられている。しかし、友人と思っていた彼女たちは本心から唯のことを友人とは思っていなかった。
学園祭の際も、二人やクラスメイトたちの言いなりになってしまうに近い形で、一人で学園祭の出し物の準備などをしたが、与一たちのクラスに勝てないと見られるやクラスメイトたちからは見捨てられてしまい、友人と信じていた二人にも裏切られてしまう。さらに右京の用意した料理ロボットの暴走に巻き込まれ、責任逃れしか考えない薄情なクラスメイトたちには見て見ぬ振りされ深く傷つくが、以前に自分が騙してしまった与一だけは、自分を決して見捨てず、助けられた。その後、与一たちの行動を点数稼ぎと嘲った二人に本気で怒り、平手打ちをして本心を曝け出した。
アニメ版では原作と異なって我が侭な性格に描かれており、鷺ノ宮蒼天流棍術という棒を駆使した武道の心得も多少持っている。右京が送り込んだ刺客として与一を狙うも、与一には敵わず失敗に終わり、右京に捨てられた。後に右京に再度雇われて、鷺ノ宮邸にて与一たちを待ち構えるが、またしても敗北。与一にいぶきの居場所を聞かれ、それを答えた模様。
羽鳥 沙綾（）
かごめのクラスメイト。お嬢様で鉄棒が得意。両親が家にいないために授業参観に来られないかごめを嫌味で憐れみ、彼女にショックを与えてしまう。その後、姉たちと与一が参観に来てとても嬉しそうなかごめを見たことで、前言を撤回した。
与一の父
声 - 斧アツシ
与一の父親で、浮羽神風流当主。ある時与一に「このままでは強くなれない」として下山を勧めたが、それは与一が父を完全に上回る実力を身に付けたために取った処置である。かなり子供じみた性格で、与一が自分を上回るようになると様々な不意打ちで与一に勝とうとする（寝込みを狙ったこともあり、与一が眠っている間も戦えるようになったのもそれが原因）。
アニメ版では、演じる斧アツシが次回予告などのナレーションも担当している。
上田 一光（）
芸能プロダクション・竹林芸能プロダクション（ちくりんげいのう-）のスカウトマンで、眼鏡をかけた男性。街中で出会ったアンジをスカウトするが、自身はアイドルを商売道具としてしか見ておらず、そのため、悪漢に立ち向かうアンジを制止するが、彼女が悪漢を撃退すると褒めた。しかし、アンジは自身の信念を捨てられず、彼の誘いを断った。
瑞樹（）
ゆずが想いを寄せている男子生徒で、与一とも仲がよい。修学旅行の折には与一たちと示し合わせて一芝居打ち、いぶきにクラス全員で日頃の感謝を伝えている。

## 書誌情報
- みなもと悠 『明日のよいち!』 秋田書店〈少年チャンピオン・コミックス〉全15巻
  1. 2006年10月6日発売、ISBN 978-4-253-20963-2
  2. 2007年1月9日発売、ISBN 978-4-253-20964-9
  3. 2007年5月8日発売、ISBN 978-4-253-20965-6
  4. 2007年9月7日発売、ISBN 978-4-253-20966-3
  5. 2007年12月7日発売、ISBN 978-4-253-20967-0
  6. 2008年4月8日発売、ISBN 978-4-253-20968-7
  7. 2008年8月8日発売、ISBN 978-4-253-20969-4
  8. 2008年12月8日発売、ISBN 978-4-253-20970-0
  9. 2009年3月6日発売、ISBN 978-4-253-20971-7
  10. 2009年7月8日発売、ISBN 978-4-253-20972-4
  11. 2009年11月6日発売、ISBN 978-4-253-20973-1
  12. 2010年3月8日発売、ISBN 978-4-253-20974-8
  13. 2010年7月8日発売、ISBN 978-4-253-20975-5
  14. 2010年12月8日発売、ISBN 978-4-253-20976-2
  15. 2011年3月8日発売、ISBN 978-4-253-20962-5

## テレビアニメ
2009年1月8日から3月26日までTBSほかにて放送。全12話。原作とは違い、放送コードの関係上パンチラなどは無くなっており、アニメオリジナルの描写も多い。

### スタッフ
- 監督 - 久城りおん[9]
- シリーズ構成 - 倉田英之
- アニメーションキャラクターデザイン - 森島範子
- 総作画監督 - 石井ゆみこ[9]
- イメージリーダー - まさひろ山根[9]
- 美術監督 - 前田実
- 色彩設計 - 大西峰代
- コンポジットディレクター（撮影監督） - 今泉秀樹
- 編集 - 宇都宮正記
- 音響監督 - 明田川仁[9]
- 音楽 - 菊谷知樹[9]
- プロデューサー - 田中潤一朗、宮川みちよ、小池克実、黄樹弐悠、阿部知司
- アニメーションプロデューサー - 先川幸矢
- 制作プロデューサー - 福家日左夫
- アニメーション制作 - AIC[9]
- 製作協力 - 斑鳩道場後援会（ジェネオンエンタテインメント、ランティス、ムービック、AIC、秋田書店）
- 製作 - TBS、斑鳩道場後援会[9]

### 主題歌
オープニングテーマ「笑顔の理由」
作詞・作曲・歌 - meg rock / 編曲 - 加藤大祐
エンディングテーマ「Life and proud」
作詞 - 畑亜貴 / 作曲・編曲 - 藤末樹 / 歌 - 美郷あき
12話のみ縁側に座っている人物が与一では無くいぶきになっている。

### 各話リスト
※放送日はTBSでの日程
| 話数       | サブタイトル                 | 脚本     | 絵コンテ       | 演出              | 作画監督                     | 放送日        |
| ---------- | ---------------------------- | -------- | -------------- | ----------------- | ---------------------------- | ------------- |
| 一の太刀   | サムライ来る!                | 倉田英之 | 久城りおん     | 久城りおん        | 沈宏 石井ゆみこ              | 2009年 1月8日 |
| 二の太刀   | ようこそ翼高（ヨッコー）     | 倉田英之 | 川口理恵       | 秋田谷典昭        | 植田洋一                     | 1月15日       |
| 三の太刀   | 脱いだらすごいんです         | 髙橋龍也 | こでらかつゆき | 室谷靖            | 松原豊                       | 1月22日       |
| 四の太刀   | ちはやぶるちはや             | 倉田英之 | 松園公         | 鈴木薫            | 永田正美                     | 1月29日       |
| 五の太刀   | デートしようぜ!              | 高橋龍也 | 山崎かずお     | 丸山由太          | 佐藤一麿 中原清隆 石井ゆみこ | 2月5日        |
| 六の太刀   | わっさん来る!                | 倉田英之 | 植田洋一       | 植田洋一          | 沈宏                         | 2月12日       |
| 七の太刀   | スクミズ シロスク セパレート | 高橋龍也 | 古川順康       | 古川順康          | まさひろ山根                 | 2月19日       |
| 八の太刀   | あの時君はワルかった         | 倉田英之 | 川口理恵       | 秋田谷典昭 佐藤光 | 松原豊                       | 2月26日       |
| 九の太刀   | 飛んで火に入る夏祭り         | 高橋龍也 | こでらかつゆき | 鈴木薫            | 中野りょうこ                 | 3月5日        |
| 十の太刀   | 秘湯で死闘!                  | 倉田英之 | 山崎かずお     | 植田洋一          | 永田正美                     | 3月12日       |
| 十一の太刀 | いぶきさんはもらったよ       | 倉田英之 | 古川順康       | 古川順康          | 沈宏                         | 3月19日       |
| 十二の太刀 | あすの与一!                  | 倉田英之 | 久城りおん     | 久城りおん        | 石井ゆみこ                   | 3月26日       |

### 放送局
| 放送地域   | 放送局       | 放送期間                | 放送日時           | 放送系列       | 備考        |
| ---------- | ------------ | ----------------------- | ------------------ | -------------- | ----------- |
| 関東広域圏 | 東京放送     | 2009年1月8日 - 3月26日  | 木曜 25:29 - 25:59 | TBS系列        | 製作局      |
| 兵庫県     | サンテレビ   | 2009年1月25日 - 4月12日 | 日曜 25:30 - 26:00 | 独立UHF局      |             |
| 中京広域圏 | 中部日本放送 | 2009年1月29日 - 4月16日 | 木曜 27:00 - 27:30 | TBS系列        |             |
| 日本全域   | BS-i         | 2009年1月29日 - 3月27日 | 木曜 24:30 - 25:00 | BSデジタル放送 | 16:9 SD画質 |
| 日本全域   | BS-TBS       | 2009年4月2日            | 木曜 24:30 - 25:00 | BSデジタル放送 | 16:9 SD画質 |
| 日本全域   | BS-TBS       | 2009年4月11日・4月18日  | 土曜 24:30 - 25:00 | BSデジタル放送 | 16:9 SD画質 |

### インターネットラジオ
『明日のよいちらじを!』（あすのよいちラジオ）は、テレビアニメ『明日のよいち!』に関連したインターネットラジオ。
パーソナリティ
- 岡本信彦（烏丸与一役）
- 佐藤利奈（斑鳩いぶき役）

コーナー紹介
30秒トーク
冒頭にて行われる最初のコーナー。パーソナリティの岡本信彦、佐藤利奈が毎回入れ替わりに30秒間で毎回色んなテーマに沿って繰り広げられるトークのコーナー。第13回では、ゲストとしてやって来た花澤香菜が30秒トークを担当したこともある。
ふつおた
ふつおたを紹介するコーナー。
俳句でござる
思いつく限りの5文字の言葉を募集している。『太ももに』、『ハプニング』、『こんもりだ』などなど、なんでもオッケー。
手合わせごめん!
男・岡本信彦が立派なサムライになるために試練を乗り越えるコーナー。試練を超えるごとにサムライポイント（サムポ）がもらえ、100ポイント貯まると焼肉屋に行くことができる。しかし、当初の予定していた100サムポに達してしまい、焼肉屋に行くことができたので、次の目標として200サムポでPS3がもらえる（岡本の提案）というさらなる試練を変更した。
まったり斑鳩田舎道場
リスナーが住んでいる、住んでいた、はたまた知っている素敵な田舎の自慢を紹介するコーナー。
ゲスト
- 第1回：戸松遥（斑鳩あやめ役）
- 第2回：戸松遥、花澤香菜（斑鳩かごめ役）
- 第12回：田村ゆかり（斑鳩ちはや役）、戸松遥、花澤香菜
- 第13回：戸松遥、花澤香菜
- 第16回：meg rock（オープニングテーマ担当）
- 第17回：久城りおん（監督）、みなもと悠（原作）
- 第18回：花澤香菜
- 第19回：花澤香菜、戸松遥
- 第30・31回：生天目仁美（鷹司アンジェラ役）
- 第36回：久城りおん
- 第37回：久城りおん、みなもと悠
- 第40・41回：浅沼晋太郎（鳥谷恵太役）、牧野由依（燕つばさ役）、矢作紗友里（鷺ノ宮左近役）
- 第42回：浅沼晋太郎、矢作紗友里、久城りおん

エピソード
- 第18回（2009年4月10日）・第19回では、第17回放送分（2009年4月3日）の「手合わせごめん!」のコーナーで100ポイント貯まったため、焼肉屋での外ロケ放送が行われた。しかし岡本は「200ポイントでPS3」の方を選んでしまったため、焼肉が食べられないことになってしまったが結局食べた。
- 最終回の第42回では、バンジージャンプのロケが行われた。

### 関連CD
- 明日のよいち! キャラクターソング
- 明日のよいち! オリジナルサウンドトラック